# Habenaria
Genre
Classification phylogénétique
Habenaria est un genre d'orchidées terrestres comptant environ 600 espèces. 

## Description
Feuilles disposées en spirale autour de leur tige.

## Biologie
Les tiges et feuilles sèchent après floraison, il ne reste que le tubercule. Dans cette phase de dormance, la plante n'a besoin que de peu d'eau.

## Répartition
Zones tropicales ou tempérées d'Amérique, d'Afrique et d'Asie.

## Synonymes
- Acrostylia Frapp. 1895;
- Ala Szlach. (1994).
- Alinorchis Szlach. (2001).
- Arachnaria Szlach. (2003).
- Ate Lindl. (1835).
- Bertauxia Szlach. (2004).
- Bilabrella Lindley 1834;
- Blephariglottis Raf. 1836[1837];
- Centrochilus Schau. 1843;
- Ceratopetalorchis Szlach. (2003).
- Choeradoplectron Schau. 1843;
- Cybele Falc. 1847;
- Denslovia Rydb. (1931).
- Diphylax Hkr.f 1889;
- Diplectraden Raf. (1837).
- Dissorhynchium Schau. 1843;
- Fimbrorchis Szlach. (2004).
- Glossaspis Spreng. 1826;
- Glossula Lindley 1825;
- Gymnadeniopsis Rydb. 1901;
- Habenella Small 1903;
- Habenorkis Thouars (1809).
- Hemihabenaria Finet 1901;
- Hemiperis Frapp. ex Cordem. 1895;
- Itaculumia Hoehne (1936).
- Kraenzlinorchis Szlach. (2004).
- Kryptostoma (Summerh.) Geerinck 1982;
- Kusibabella Szlach. (2004).
- Limnorchis Rydb. 1900; `
- Lindblomia Fries 1843;
- Lysias Salisb. 1900;
- Macrocentrum Hkr. 1867;
- Macrura (Kraenzl.) Szlach. & Sawicka (2003).
- Mecosa Bl. 1825;
- Medusorchis Szlach. (2004).
- Mesicera Raf. 4 (1825).
- Mirandorchis Szlach. & Kras-Lap. 2003;
- Montolivaea Rchb.f 1881;
- Neolindleya Krzl. 1899[1901];
- Nemuranthes Raf. (1837).
- Ochyrorchis Szlach. 2004;
- Perularia Lindley 1835;
- Piperia Rydb. 1901;
- Plantaginorchis Szlach. (2004).
- Platycorynoides Szlach. (2005).
- Platantheroides Szlach. (2004).
- Podandria Rolfe in D.Oliver & auct. suc. (eds.) (1898), nom. illeg.
- Podandriella Szlach. (1998).
- Ponerorchis Rchb.f 1852;
- Pseudocoeloglossum (Szlach. & Olszewski) Szlach. (2003).
- Pseudohemipilia Szlach. (2003).
- Pseudoperistylus (P.F.Hunt) Szlach. & Olszewski (1998).
- Renzorchis Szlach. & Olszewski (1998).
- Schlechterorchis Szlach. (2003).
- Sieberia Spreng. 1817
- Smithanthe Szlach. & Marg. (2004).
- Synmeria Nimmo in J.Graham. (1839).
- Trachypetalum Szlach. & Sawicka (2003).

## Liste d'espèces
- Habenaria arenaria
- Habenaria alinae
- Habenaria arietina
- Habenaria barrina
- Habenaria batesii
- Habenaria bosseriana
- Habenaria buettneriana
- Habenaria clavata
- Habenaria dentata
- Habenaria dilitata
- Habenaria dives
- Habenaria dregeana
- Habenaria epipactidea
- Habenaria falcicornis
- Habenaria floribunda
- Habenaria laevigata
- Habenaria lithophila
- Habenaria malacophylla
- Habenaria marginata
- Habenaria medusa - Japon
- Habenaria microceras
- Habenaria nigrescens
- Habenaria obovata
- Habenaria paxamorque - Guyane française, Suriname et nord du Brésil[2]
- Habenaria pratensis (Lindley) H.G. Reichenbach
- Habenaria procera
- Habenaria quinqueseta
- Habenaria radiata
- Habenaria rhodocheila - Thaïlande
- Habenaria roxburghii
- Habenaria sagittifera - Japon
- Habenaria sanfordiana
- Habenaria schimperiana
- Habenaria spiraloides - La Réunion
- Habenaria stenochila
- Habenaria thomana
- Habenaria tridactylites
- Habenaria weileriana

## Galerie

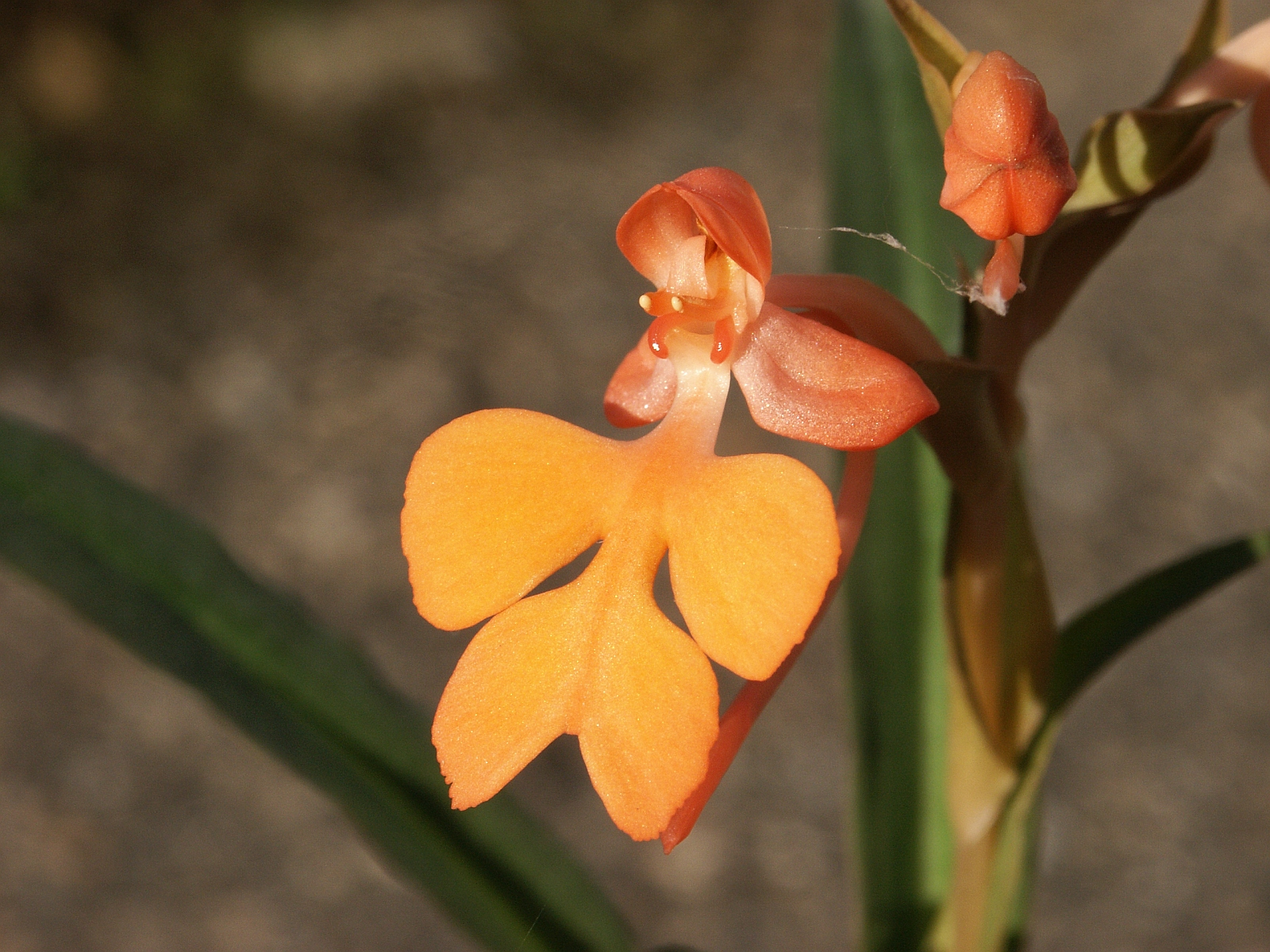
Habenaria rhodocheila, Thaïlande.
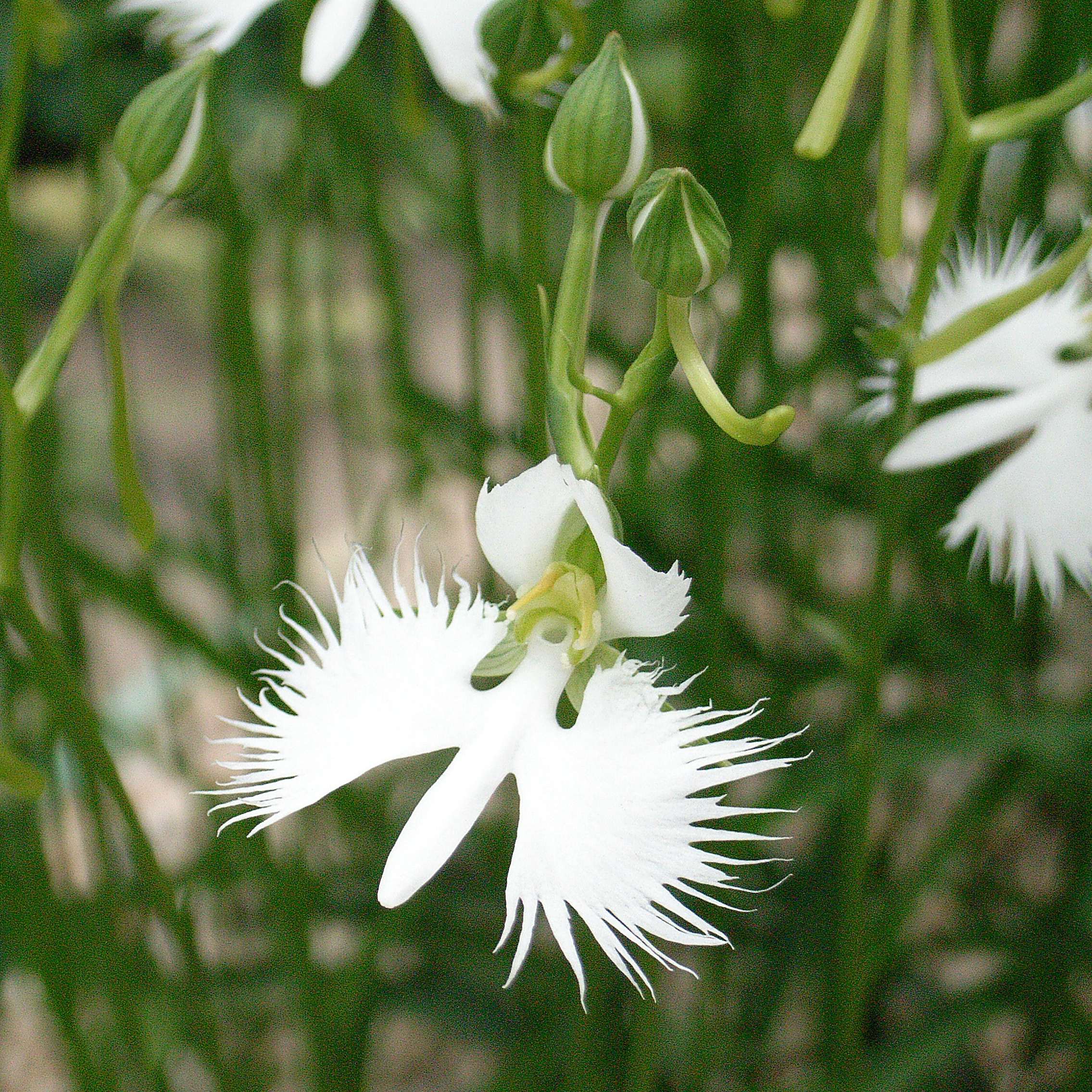
Habenaria radiata, Japon.
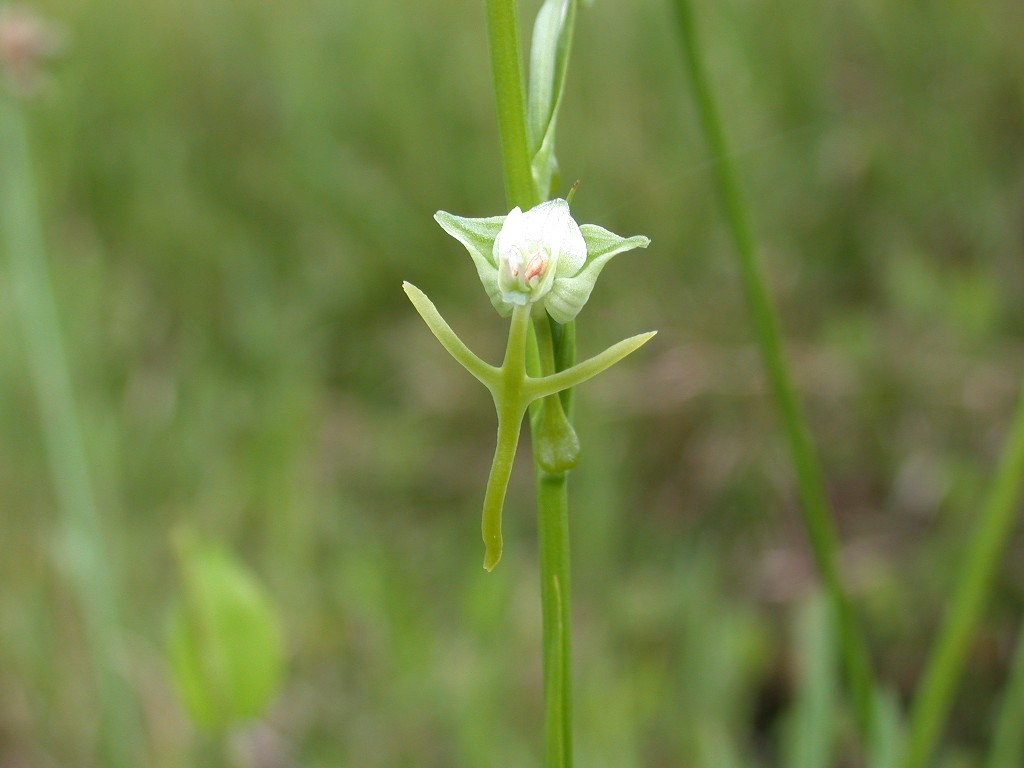
Habenaria sagittifera, Japon.

Quelques planches descriptives d'orchidées Habenaria présentes en Australie, Orchids of far north-eastern Queensland (1995-2003), illustrations de Lewis Roberts.
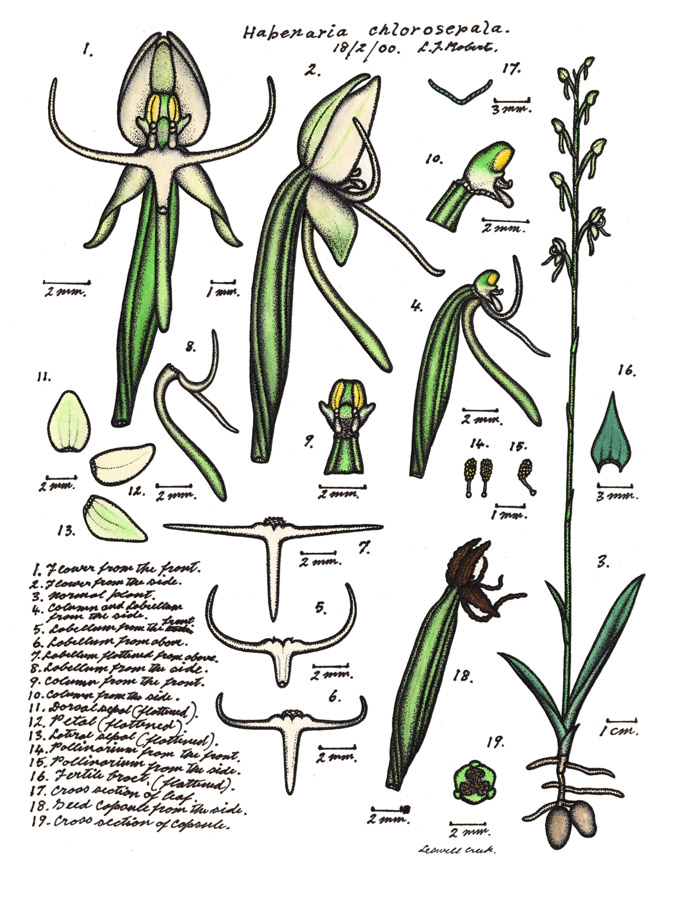
Habenaria clorosepala
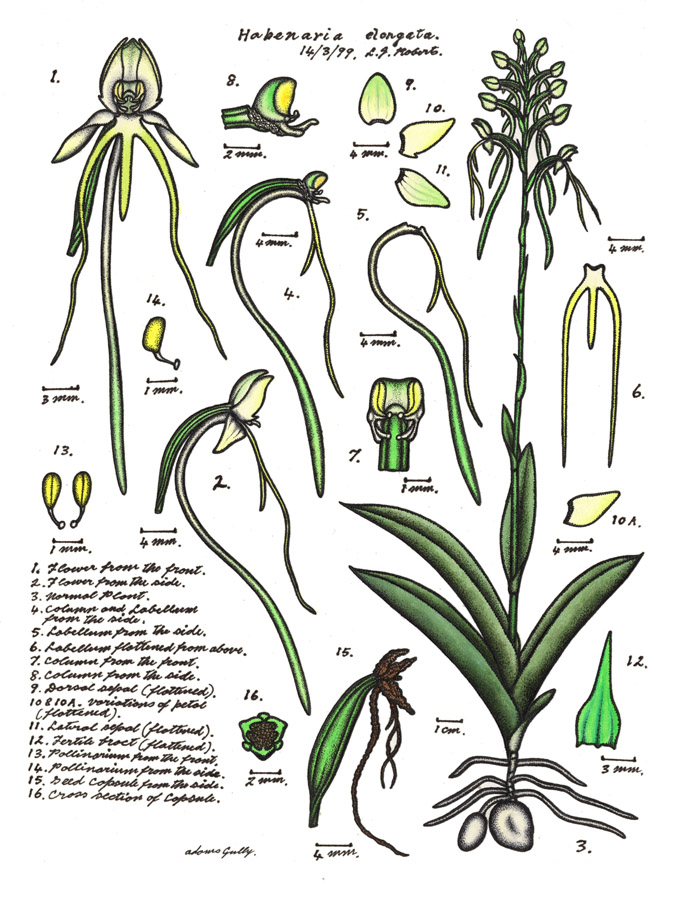
Habenaria elongata
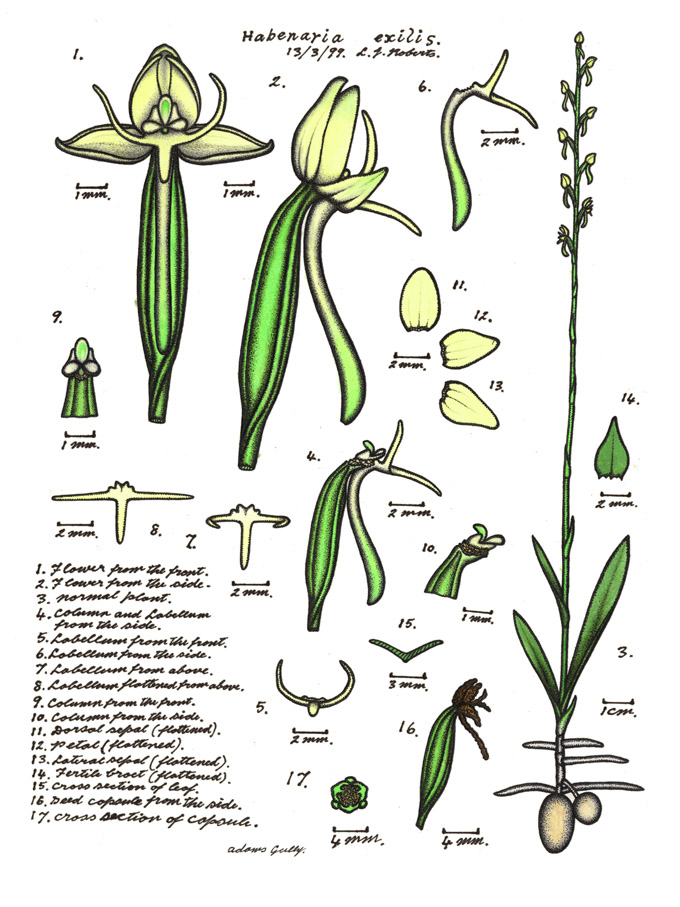
Habenaria exilis
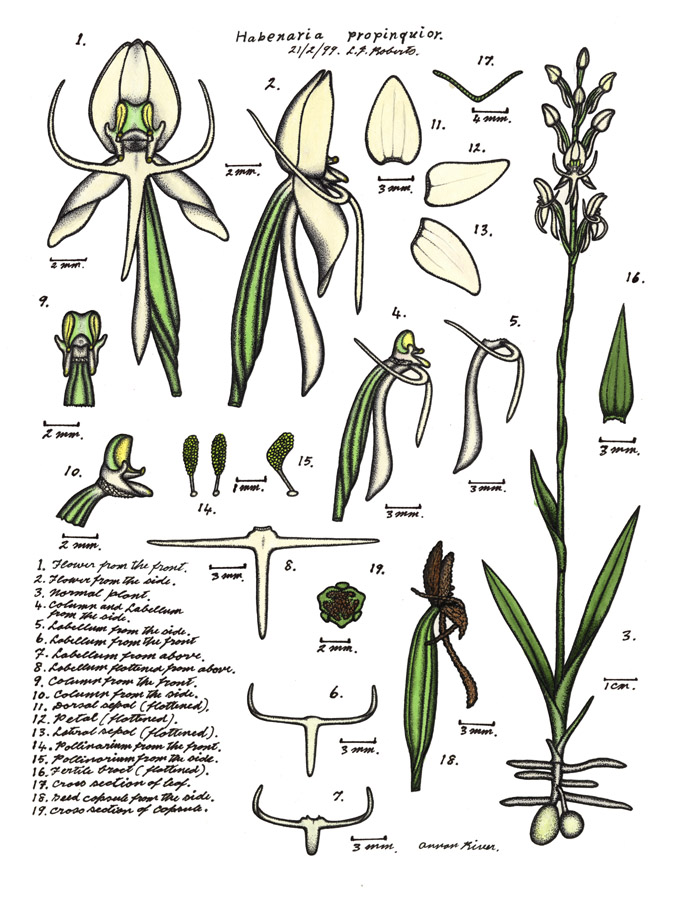
Habenaria propinquior
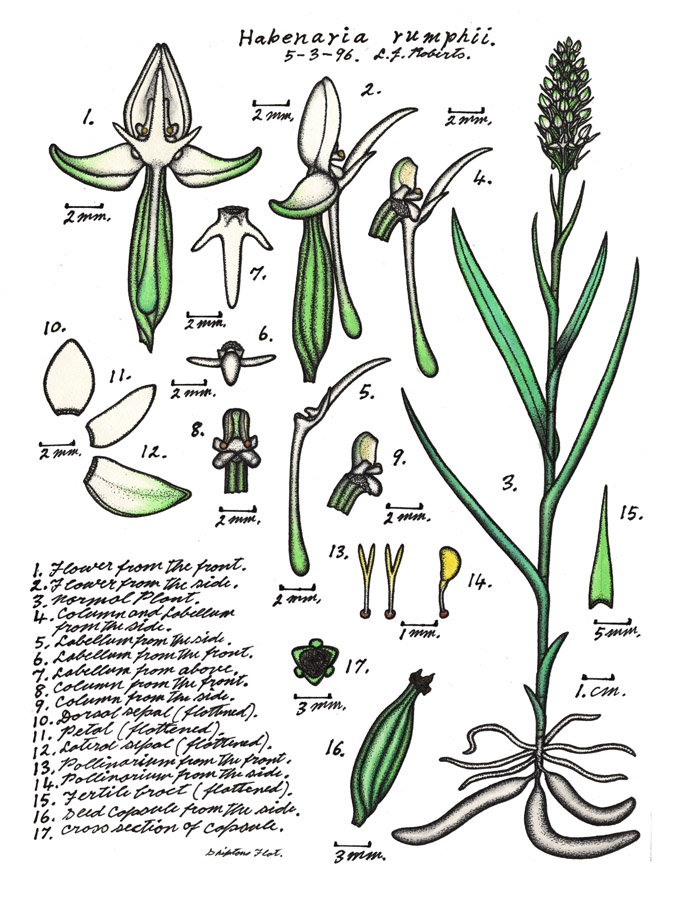
Habenaria rumphii
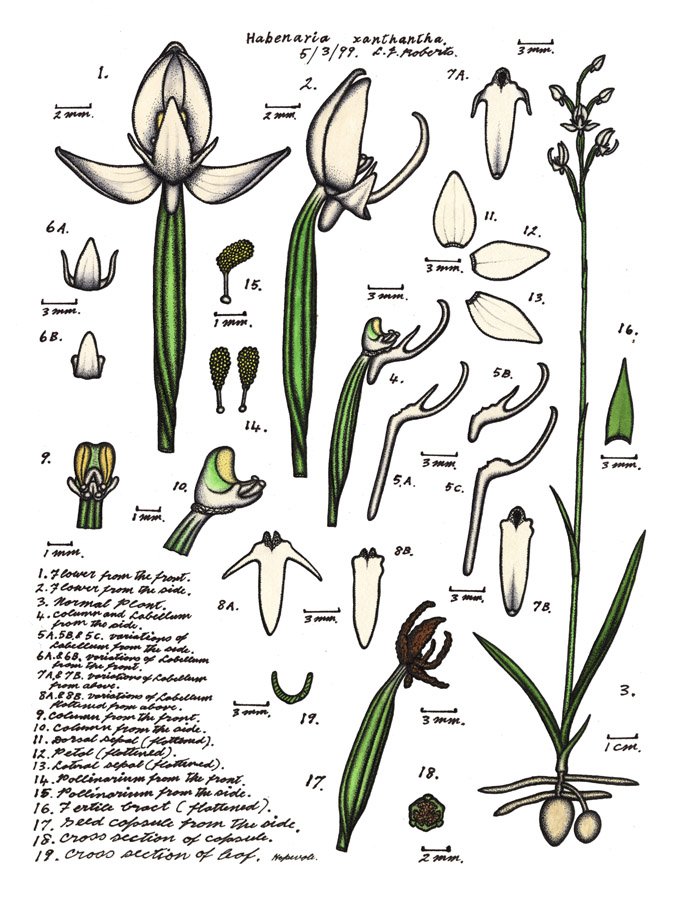
Habenaria xanthantha